# Ilha de Maré
A ilha de Maré localiza-se na baía de Todos-os-Santos e pertence ao município de Salvador, estado da Bahia, no Brasil. A mesma é formada pelas comunidades de: Oratório, Botelho, Engenho de Maré, Nossa Senhora das Neves, Itamoabo, Santana, Praia Grande, Mata Atlântica, Martelo, Maracanã e Bananeiras; Tornou-se oficialmente um bairro da cidade de Salvador em 2017.

## História
Antes da conquista portuguesa da ilha, ela já possuía habitantes: os tupinambás. Após travarem muitas batalhas, os europeus assassinaram toda a população da ilha e tomaram controle dela. De acordo com o Instituto do Patrimônio Histórico e Artístico Nacional (IPHAN), a primeira construção erguida na ilha foi a Igreja de Nossa Senhora das Neves, feita em 1552 pelo padre e músico Bartolomeu Pires, que também levou a cana-de-açúcar e a escravidão à ilha.
Em 1950, ocorreu a descoberta do petróleo na Bahia. Com uma nova indústria, era necessário bastante mão de obra. Isso fez com que muitos se deslocassem da Ilha de Maré assim como de outros lugares do Recôncavo Baiano. Com isso, os fazendeiros da ilha precisavam de novas pessoas para trabalhar em suas propriedades, o que levou muitos sertanejos a se mudarem para o local e trabalharem nas fazendas.

## Economia
A sua população vive da pesca, da pequena agricultura familiar e, devido à proximidade da cidade de Salvador, muitos trabalham nos bairros desta cidade como Periperi, Paripe, Plataforma e Ribeira, assim como outros trabalham no Porto de Aratu, ainda na capital.[carece de fontes?] A praia de Nossa Senhora das Neves é a mais importante em termos de visitação turística.

### Turismo
A travessia é feita em barcos, também chamados pelos nativos de lanchas, movidas a diesel e que, a depender do porte, podem transportar até 150 pessoas. As embarcações têm como ponto de partida o Terminal Hidroviário de São Tomé de Paripe.